# Porto de Aratu
Der Hafen Porto de Aratu oder Porto de Aratu-Candeias ist ein Seehafen für Massengutumschlag im Bundesstaat Bahia in der Bahia de Todos os Santos gelegen gegenüber der Insel Ilha de Maré.
Der Hafenumschlag macht 60 % aller in Bahia umgeschlagenen Ladung aus und ist deshalb wichtig für die Ökonomie dieses Bundesstaates. Der Hafen ist mit dem Industriezentrum von Aratu verbunden Centro Industrial de Aratu (CIA) sowie mit der Fabrik des Autoherstellers Ford in Camaçari.
Außerdem werden petrochemische Produkte für die Firma Pólo Petroquímico in  Camaçari umgeschlagen. Hierbei handelt es sich um Flüssigladung, Gase und auch um trockenes Massengut. Der Hafen besteht aus 4 Terminals:
- TPG Gas-Terminal (180 Meter Kailänge)
- TGL Tank-Terminal (340 Meter Kailänge)
- 2× TGS Bulk-Terminals (3 Liegeplätze mit 366 Meter Kailänge)

## Geschichte
Im Jahre  1966 wurde das Industriezentrum von Aratu fertiggestellt und am  17. Dezember  1968, genehmigte die Bundesregierung der Firma Usina Siderúrgica da Bahia S.A. (Usiba) den Bau eines privaten Terminals na der Ponta da Sapoca in der Bucht Bahia de Todos os Santos. Ebenfalls genehmigt wurde 3 Jahre später am 1. Oktober 1971 durch das brasilianische Transport Ministerium das Projekt für den Bau des Hafens Porto de Aratu. Nach Fertigstellung eingeweiht wurde der Hafen am  26. Februar  1975. Das Motorschiff  MS Guanabara war die erste Schiffsabfertigung im neuen Hafen. Die Verwaltung des Hafens übernahm die Companhia das Docas do Estado da Bahia (Codeba).
Es wurden 2 Landzugänge zum Hafen gebaut. Die Straßenanbindung über die Bundesstraße BR324 und die Eisenbahnanbindung an das Netz der Ferrovia Centro Atlântica S/A, Linie Centro-Leste. Der Zugang über das Wasser der Bahia de Todos os Santos wurde über einen Kanal mit einer Länge von 3,7 km und 180 m Breite hergestellt.

## Umschlagsstatistik
Jahr
- 2006  - 5.392.086 Tons
- 2005  - 6.088.683 Tons
- 2004  - 6.608.803 Tons
- 2003  - 5.441.251 Tons

Quelle: CODEBA